# Borki Wielbarskie
Borki Wielbarskie (deutsch Borken bei Willenberg, 1938 bis 1945 Borkenheide) ist ein kleines Dorf in der polnischen Woiwodschaft Ermland-Masuren und gehört zur Gmina Wielbark (Stadt- und Landgemeinde Willenberg) im Powiat Szczycieński (Kreis Ortelsburg).

## Geographische Lage
Borki Wielbarskie liegt in der südlichen Mitte der Woiwodschaft Ermland-Masuren, 18 Kilometer südlich der Kreisstadt Szczytno (deutsch Ortelsburg).

## Geschichte
Das vor 1871 Borken Amt Willenberg, danach bis 1938 Borken bei Willenberg genannte und aus ein paar Höfen und einer zum Staatsforst Reußwalde gehörenden Försterei bestehend, wurde 1796 gegründet. Am 4. August jenes Jahres wurde die Gründungsgenehmigung erteilt. Die Errichtung des Ortes erfolgte im Rahmen der Meliorationsmaßnahmen für den Lattanabruch. Die Siedler kamen aus Schiemanen (polnisch Szymany), Jablonken (Jabłonka) und Schöndamerau (Trelkowo). Bereits 1804 waren sämtliche Gebäude vorhanden.
Zwischen 1874 und 1945 war Borken in den Amtsbezirk Groß Lattana (polnisch Łatana Wielka) eingegliedert, der – 1938 in „Amtsbezirk Großheidenau“ umbenannt – zum ostpreußischen Kreis Ortelsburg gehörte.
Am 1. Dezember 1910 waren in Borken bei Willenberg 118 Einwohner gemeldet. Die Einwohnerzahl sank bis 1933 auf 97.
Aufgrund der Bestimmungen des Versailler Vertrags stimmte die Bevölkerung in den Volksabstimmungen in Ost- und Westpreußen am 11. Juli 1920 über die weitere staatliche Zugehörigkeit zu Ostpreußen (und damit zu Deutschland) oder den Anschluss an Polen ab. In Borken stimmten 74 Einwohner für den Verbleib bei Ostpreußen, auf Polen entfielen 2 Stimmen.
Am 3. Juni – amtlich bestätigt am 16. Juli – 1938 wurde Borken aus politisch-ideologischen Gründen der Abwehr fremdländisch klingender Ortsnamen in „Borkenheide“ umbenannt. Die Zahl der Einwohner belief sich 1939 auf 86.
Als 1945 in Kriegsfolge das gesamte südliche Ostpreußen an Polen überstellt wurde, war auch Borken bei Willenberg, resp. Borkenheide, davon betroffen. Das Dorf erhielt die polnische Namensform „Borki Wielbarskie“. Heute ist es eine Ortschaft im Verbund der Stadt- und Landgemeinde Wielbark (Willenberg) im Powiat Szczycieński (Kreis Ortelsburg), bis 1998 der Woiwodschaft Olsztyn, seither der Woiwodschaft Ermland-Masuren zugehörig. Im Jahre 2011 zählte Borki Wielbarskie 66 Einwohner.

## Kirche
Bis 1945 gehörte Borken kirchlich zur Stadt Willenberg – zur dortigen evangelischen Kirche in der Kirchenprovinz Ostpreußen der Kirche der Altpreußischen Union sowie zur römisch-katholischen Pfarrei im damaligen Bistum Ermland.
Heute ist Borki Wielbarskie katholischerseits wieder der Pfarrei Wielbark zugehörig, die jetzt allerdings zum Erzbistum Ermland gehört. Die evangelischen Einwohner orientieren sich zur Kirche in Szczytno (Ortelsburg) in der Diözese Masuren der Evangelisch-Augsburgischen Kirche in Polen.

## Schule
In Borken war bereits 1798 eine Schule vorhanden. 1900 wurde der Unterricht in einem neuen Schulgebäude erteilt.

## Verkehr
Borki Wielbarskie liegt an einer Nebenstraße, die von der polnischen Landesstraße 57 (ehemalige deutsche Reichsstraße 128) abzweigt und über Lejkowo (Röblau) nach Zielenciec ((Groß) Radzienen, 1938 bis 1945 Hügelwalde) führt. Eine Anbindung an den Bahnverkehr besteht nicht.